# フェルトレ
フェルトレ（伊: Feltre）は、イタリア共和国ヴェネト州ベッルーノ県にある、人口約20,000人の基礎自治体（コムーネ）。県都ベッルーノに次ぎ、県内第2位のコムーネ人口を有する。

## 地理

### 位置・広がり
ベッルーノ県南西部に位置するコムーネ。北にトレント自治県（トレンティーノ＝アルト・アディジェ州）と境を接する。

#### 隣接コムーネ
隣接するコムーネは以下の通り。括弧内のTNはトレント自治県所属を示す。
- ボルゴ・ヴァルベッルーナ
- チェジオマッジョーレ
- フォンツァーゾ
- メッツァーノ (TN)
- ペダヴェーナ
- セッテヴィッレ（クエーロ・ヴァス）
- セレーン・デル・グラッパ
- ソヴラモンテ

### 気候分類・地震分類
気候分類では、zona F, 3097 GGに分類される。
また、イタリアの地震リスク階級 (it) では、zona 2 (sismicità media) に分類される。

## 行政

### 分離集落
フェルトレには、以下の分離集落（フラツィオーネ）がある。
- Anzù, Arson, Canal, Cart, Celarda, Foen, Lamen, Lasen, Mugnai, Nemeggio, Pren, Pont, Sanzan, Tomo, Umin, Vellai, Vignui, Villabruna, Villaga, Villapaiera, Zermen

## 自然・環境
ピアーヴェ川の氾濫原 Vincheto di Cellarda は、ラムサール条約の定める「国際的に重要な湿地」に登録されている。イタリアのラムサール条約登録地一覧も参照。

## 姉妹都市
- バニョール＝シュル＝セーズ、フランス 1961年
- ブラウンフェルス、ドイツ 1999年
- Eeklo、ベルギー 2001年
- ニューベリー、イギリス 2003年
- Kiskunfélegyháza、ハンガリー 2005年
- Dudelange、ルクセンブルク 2008年
- コロニア・デル・サクラメント、ウルグアイ 2010年
- Carcaixent、スペイン 2013年